# Носоглотка

Носоглотка — Nasopharynx

Носоглотка, носогорло — відділ дихальних шляхів, верхня частина глотки, розташована позаду порожнини носа, що сполучається з нею за допомогою хоан і умовно відмежована від ротової частини глотки площиною, у якій лежить тверде піднебіння, носова частина глотки (лат. pars nasalis pharyngis).
Носоглотка має 4 отвори: 2 хоани та 2 отвори слухових труб на латеральних стінках носоглотки (біля них розташовані трубні мигдалики). На задній стінці носоглотки розташований непарний глотковий мигдалик. Носоглотка є органом дихання, з неї повітря надходить до глотки. У її стінці розташовані скупчення лімфоїдної тканини — мигдалики, які захищають організм від бактерій і вірусів, що вдихаються разом із повітрям. Носоглотка знаходиться над гортанню та під носовою порожниною.
У носоглотці є дуже велике скупчення лімфатичних тканин: 2 піднебінних мигдалики, 2 трубні, 2 глоткові та язичний мигдалик.
Носоглотка — це шлях повітря від носової порожнини до глотки.